# Aeolesthes inhirsuta
Aeolesthes inhirsuta là một loài bọ cánh cứng trong họ Cerambycidae.